# (2427) Kobzar
(2427) Kobzar (1976 YQ7) – planetoida z pasa głównego asteroid okrążająca Słońce w ciągu 4,54 lat w średniej odległości 2,74 au. Odkryta 20 grudnia 1976 roku.